# ウォルター・タル
ウォルター・ダニエル・ジョン・タル（Walter Daniel John Tull, 1888年4月28日 - 1918年3月25日）は、イングランド・ケント州・フォークストーン出身のサッカー選手、軍人。ポジションはミッドフィールダー。

## 経歴
1908年にロンドンにあるクラプトンFCでアマチュア選手としてキャリアをスタート。FAアマチュアカップなど3つのカップのタイトル獲得に貢献した。
1909年にトッテナム・ホットスパーFCと契約。アーサー・ウォートン、ウィリー・クラークに次いで史上3人目の黒人プロサッカー選手となった。また、南米系の黒人選手としては初の選手であった。1909年9月、サンダーランドAFC戦でデビュー。10試合に出場し、2得点を記録した。その年の10月、ブリストル・シティFC戦でブリストルのファンから人種差別的な言葉をかけられた。
1911年にハーバート・チャップマンが指揮していたノーサンプトン・タウンFCに「かなりの料金」で移籍した。アーサー・ウォートンと現役時代に共にプレーしていたチャップマンからは重用され、ノーサンプトンでは公式戦111試合に出場した。
1914年に第一次世界大戦が勃発すると、イギリス陸軍に所属。イギリス陸軍初の有色将校となった。1918年3月25日に戦死した。